# Neobrachiella merluccii
Neobrachiella merluccii är en kräftdjursart som först beskrevs av Bassett-Smith 1896.  Neobrachiella merluccii ingår i släktet Neobrachiella och familjen Lernaeopodidae. Inga underarter finns listade i Catalogue of Life.